# Протективная демократия
«Протективная» (защищающая) демократия — модель демократического политического режима, описанная Т. Гоббсом, Дж. Локком, Ш. Монтескьё. Главным смыслом собственного существования такая демократия считает защиту граждан как от произвола властей, так и от беззакония частных лиц. Важным для этой модели демократии является отделение государства от гражданского общества и невмешательство власти во многие сферы жизни, прежде всего в экономику.